# Rankin megye (Mississippi)
Rankin megye az Amerikai Egyesült Államokban, azon belül Mississippi államban található. Megyeszékhelye Brandon, legnagyobb városa Pearl. Lakosainak száma 157 031 fő (2020. április 1.). Rankin megye Madison, Simpson, Scott, Smith, Hinds és Copiah megyékkel határos.

## Népesség
A megye népességének változása:
| Lakosok száma | 142 094 | 143 659 | 145 173 | 146 767 | 149 039 | 157 031 |
|               | 2010    | 2011    | 2012    | 2013    | 2015    | 2020    |